# Mandala Tayde
Mandala Tayde (* 27. April 1975 in Frankfurt am Main) ist eine deutsche Schauspielerin.

## Leben
Als Kind deutsch-indischer Eltern wuchs Tayde in Frankfurt auf. Nach einem Intensiv-Schauspielkurs in London zog sie 1997 nach Italien und spielte dort im Film Fuochi d’Artificio mit, der 36 Millionen Euro einspielte. Außerdem wirkte sie in einem indischen Kinofilm mit.
In Deutschland wurde Tayde unter anderem mit ihrer Rolle der Aylin im Fernsehfilm Meine verrückte türkische Hochzeit bekannt, wo sie an der Seite von Florian David Fitz spielte. Ende der 1990er Jahre war sie im deutschen Fernsehen in der Rolle der arabischen Prinzessin Amina im gleichnamigen Fernseh-Dreiteiler, einer italienisch-französisch-deutschen Koproduktion, zu sehen. Ferner spielte sie an der Seite von Kabir Bedi in Die Rückkehr des Sandokan mit.
Mit dem italienischen Medienmanager Antonio Campo Dall’Orto (2015–2017 Intendant der RAI) hat sie zwei Kinder. Seit deren Geburt 2007 und 2009 hat sie sich aus dem Schauspielberuf zurückgezogen, eine Goldschmiede-Ausbildung absolviert und betätigt sich nun als Schmuckdesignerin. Sie lebt in Mailand.

## Filmografie (Auswahl)
- 1996: Die Rückkehr des Sandokan (Miniserie, 4 Episoden)
- 1997: Fuochi d'artificio
- 1997: Prinzessin Amina (Miniserie, 3 Episoden)
- 1998: Tristan und Isolde – Eine Liebe für die Ewigkeit (Fernsehfilm)
- 1999: Amore a prima vista
- 2000: Tödliche Wildnis – Sie waren jung und mussten sterben (Fernsehfilm)
- 2000: Liebe pur (Fernsehfilm)
- 2001: I giorni dell'amore e dell'odio
- 2001: Rote Karte für die Liebe (Santa Maradona)
- 2001: Dil Chahta Hai
- 2001: Days of Grace
- 2001: Il terzo segreto di Fatima
- 2002: SOKO Leipzig (Fernsehreihe, Episode 3x25 Einsame Herzen)
- 2002: Klinik unter Palmen (Fernsehserie, 4 Episoden)
- 2003: Denninger – Der Mallorcakrimi (Fernsehreihe, Episode 1x05 Mörderischer Cocktail)
- 2005: Meine verrückte türkische Hochzeit (Fernsehfilm)
- 2005: Das Traumhotel – Zauber von Bali (Fernsehreihe)
- 2006: Vater auf der Flucht (Fernsehfilm)
- 2006: Ein Fall für den Fuchs (Fernsehreihe, Episode 1x05 Das Amulett der Inkas)
- 2008: Tatort – Familienaufstellung
- 2008: Einsatz in Hamburg (Fernsehreihe, Episode 1x10 Ein sauberer Mord)
- 2008: Commissario Montalbano (Fernsehreihe, Episode 7x03 La pista di sabbia)
- 2009: Wilsberg – Oh du tödliche…

## Weitere Auftritte (Zeitschriften/Interview)
- 1998: PlayBoy German Dezember 1998 Ausgabe (Zeitschriften)